# SOBR

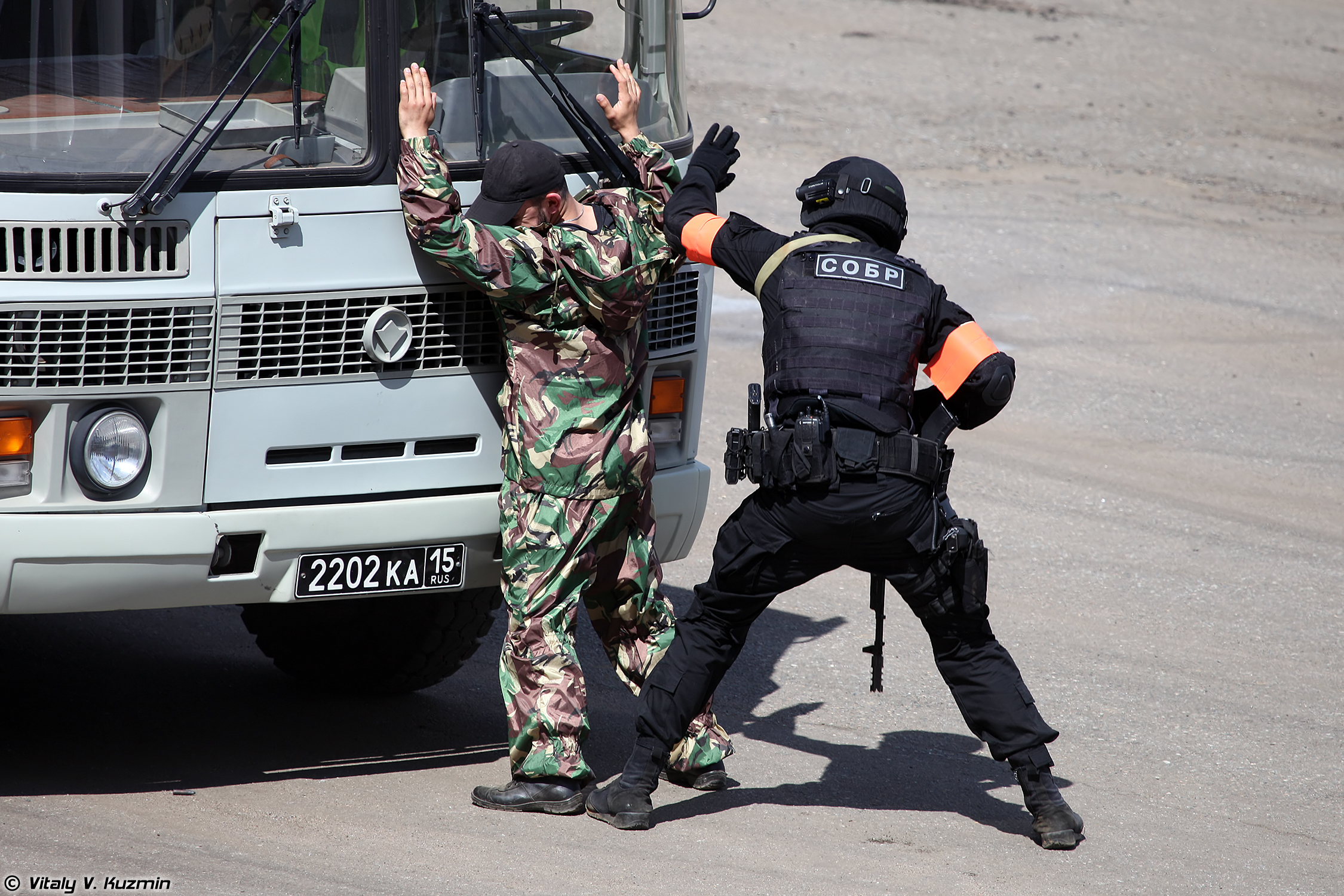
Dimostrazione della liberazione di ostaggi da parte dei dipendenti SOBR di Mosca.

La Squadra Speciale di risposta rapida o SOBR (in russo СОБР - Специальный Отряд Быстрого Реагирования?, Special'nyj Otrjad Bystrogo Reagirovanija), dal 2002 al 2011 nota come OMSN (in russo Отряд Милиции Специального Назначения?, Otrjad Milicii Special'nogo Naznačenija, Unità speciale di polizia), sono unità spetsnaz della Guardia Nazionale Russa (Rosgvardija), indipendenti dalle forze armate ed il cui scopo principale è la prevenzione della criminalità, la gestione delle operazioni speciali, la protezione degli obiettivi sensibili e il controllo dell'ordine pubblico.
Il compito ufficiale di questo reparto speciale, quando era ancora sotto il controllo dell'MVD (il Ministero degli Affari Interni russo) consisteva principalmente nella lotta alla criminalità organizzata; tuttavia è stato utilizzato con successo in operazioni antiterrorismo.
Gli operatori della struttura sono equipaggiati meglio dei colleghi dell'OMON, in quanto operano spesso in condizioni più difficili. Possono essere paragonati alle forze speciali statunitensi SWAT.
La SOBR continua ad esistere anche in molti Stati post-sovietici come la Bielorussia e il Kirghizistan.
La festa di corpo del SOBR è il 9 novembre a partire dal 2004.

## Storia
Le prime unità SOBR regionali russe furono formate il 10 febbraio 1992, sotto il controllo del Ministero degli Affari Interni russo (MVD) per combattere la criminalità organizzata, sul modello della precedente unità di Mosca.
Quandò scoppiò la seconda guerra cecena nel 1999, la SOBR "Rys" è intervenuta nel Caucaso settentrionale, partecipando alle operazioni antiterrorismo sul territorio della Repubblica Cecena. L'unità ha preso parte alla liberazione e al salvataggio degli ostaggi nel teatro Dubrovka nell'ottobre 2002, nonché all'evacuazione delle vittime di un'esplosione a Mosca nel tratto tra le stazioni Avtozavodskaja e Paveleckaja.
Nel settembre 2002, le unità SOBR sono state rinominate Unità di Polizia per Scopi Speciali (OMSN) e trasferite al Servizio per le Relazioni Criminali.
Il 5 aprile 2016, in seguito all'istituzione della Rosgvardija, le truppe interne della Russia furono sciolte e il comando delle loro unità, tra cui l'SOBR, fu trasferito dall'MVD alla Guardia nazionale.

## Squadre
Secondo National Interest, il livello di equipaggiamento di una squadra SOBR dipende dal livello di ricchezza della regione interessata.

### Oblast'
- Oblast' di Amur: SOBR "Altair"[7][8]
- Oblast' di Arcangelo: SOBR "Archangel"[9]
- Oblast' di Astrachan': SOBR "Kaspij"[10]
- Oblast' di Belgorod: SOBR "Belogor"[11]
- Oblast' di Brjansk: SOBR "Partizan"
- Oblast' di Čeljabinsk: SOBR "Rifej"[12][13]
- Oblast' di Irkutsk: SOBR "Baikal"[14]
- Oblast' di Ivanovo: SOBR "Sumrak"[15]
- Oblast' di Jaroslavl': SOBR "Strela"[16]
- Oblast' di Kaliningrad: SOBR "Viking"[17]
- Oblast' di Kaluga: SOBR "Sputnik"[18]
- Oblast' di Kemerovo: SOBR "Simbol"[19]
- Oblast' di Kirov: SOBR "Ščit"[20]
- Oblast' di Kostroma: SOBR "Volgar"[21][22]
- Oblast' di Kurgan: SOBR "Mangust"[23]
- Oblast' di Kursk: SOBR "Kmet"[24]
- Oblast' di Lipeck: SOBR "Fineks"[25]
- Oblast' di Magadan: SOBR "Majak"[26]
- Oblast' di Mosca: SOBR "Bulat"[27]
- Oblast' di Murmansk: SOBR "Rocomacha"[28]
- Oblast' di Nižnyj Novgorod: SOBR "Miraž"[29]
- Oblast' di Novgorod: SOBR "Rubin"
- Oblast' di Omsk: SOBR "Kaskad"[30]
- Oblast' di Rjazan': SOBR "Kolovrat"[31]
- Oblast' di Rostov: SOBR "Vega"[32]
- Oblast' di Samara: SOBR "Omega"[33]
- Oblast' di Saratov: SOBR "Volkodav"[34]
- Oblast' di Smolensk: SOBR "Sigma"[35]
- Oblast' di Tomsk: SOBR "Kord"[36]
- Oblast' di Vladimir: SOBR "Sungir"[37]
- Oblast' di Volgograd: SOBR "Vektor"[38]
- Oblast' di Vologda: SOBR "Družina"[39]

### Città federali
- Mosca: SOBR "Rys"[40]
- San Pietroburgo: SOBR "Granit"[41]
- Sebastopoli:[42] SOBR "Sokol"[43]

### Repubbliche federali
- Adighezia: SOBR "Fisht"
- Altaj: SOBR "Ak Irbis"[44][45]
- Burazia: SOBR "Bars"[46][47]
- Cabardino-Balcaria: SOBR "Elbrus"[48]
- Calmucchia: SOBR "Krečet"[49]
- Carelia: SOBR "Karkhu"[50]
- Cecenia: SOBR "Akhmat" (precedentemente conosciuta come "Terek" dal 2009 al 2021)[51]
- Chakassia: SOBR "Sapsan"[52]
- Crimea:[42] SOBR "Khalzan"
- Daghestan: SOBR "Jastreb - Kaspij"[53]
- Doneck:[42] SOBR "Vostok-Donbass"[54]
- Inguscezia: SOBR "Erzi"[55]
- Karačaj-Circassia: SOBR "Klinok"[56]
- Komi: SOBR "Zarja"[57]
- Mari El: SOBR "Berserk"[58]
- Mordovia: SOBR "Zvezda"[59]
- Ossezia Settentrionale-Alania: SOBR "Nart"[60]
- Sacha-Jacuzia: SOBR "Almaz"[61]
- Tatarstan: SOBR "Timer Batyr"[62]
- Tuva: SOBR "Ezir"[63]